# Potwora
Potwora (Stauropus) – rodzaj motyli z rodziny garbatkowatych.
Motyle o krępym ciele. W ich ubarwieniu dominuje kolor brązowoszary, szary lub oliwkowy. Głowa jest zaopatrzona w łyse oczy złożone, uwstecznioną ssawkę i krótkie głaszczki, natomiast pozbawiona jest przyoczek. Czułki nie przekraczają połowy długości przedniego skrzydła, u samca są obustronnie grzebykowane, zaś u samicy cienkie i ząbkowane. Owłosienie głowy, tułowia i odwłoka jest gęste i wełniste, najobfitsze na spodniej stronie. Skrzydła przedniej pary są długie, duże i mają ukośnie ściętą krawędź zewnętrzną. Tylne skrzydła są małe i okrągłe. Tylne odnóża mają jedną parę ostróg na goleniach. Długi i równomiernie ku tyłowi zwężony odwłok wieńczą kępki popielatych włosków.
Rodzaj zamieszkuje krainy palearktyczną i orientalną, przy czym w Europie występuje tylko potwora buczynówka. Gąsienice są foliofagami żerującymi na drzewach i krzewach liściastych. Zimowanie odbywa się w stadium poczwarki. Owady dorosłe nie pobierają pokarmu i są aktywne nocą.
Takson ten wprowadzony został w 1812 roku przez Ernsta Friedricha Germara. Klasyfikowany jest w plemieniu Dicranurini w obrębie podrodziny Notodontinae lub w podrodzinie Stauropinae. Zalicza się doń m.in. następujące gatunki:
- Stauropus abitus Kobayashi, M. Wang & Kishida, 2007
- Stauropus albescens Moore
- Stauropus albibasis Schintlmeister, 2003
- Stauropus alternus Walker, 1855
- Stauropus basalis Moore, 1877
- Stauropus basinigra (Moore, 1866)
- Stauropus fagi (Linnaeus, 1758) – potwora buczynówka
- Stauropus hannemanni Schintlmeister, 1991
- Stauropus major van Eecke, 1929
- Stauropus picteti Oberthür, 1911
- Stauropus sikkimensis Moore, 1865
- Stauropus skoui Schintlmeister, 2008
- Stauropus teikichiana Matsumura, 1929
- Stauropus viridissimus Bethune-Baker, 1904